# Muhacirkadı, Uzunköprü
Muhacırkadı là một xã thuộc huyện Uzunköprü, tỉnh Edirne, Thổ Nhĩ Kỳ. Dân số thời điểm năm 2011 là 309 người.